# GMK Chevrolet 1700
Der Chevrolet 1700 war das erste in Südkorea produzierte Pkw-Modell von General Motors. Hersteller war General Motors Korea. Das im August 1972 eingeführte Modell basierte auf dem australischen Holden LJ Torana.
Erhältlich war der GMK Chevrolet 1700 lediglich mit Vierzylinder-Ottomotoren, die einen Hubraum von 1698 cm³ hatten und 41 kW (56 PS) leisteten. Jedoch gab es das Fahrzeug auch als Fünftürer. Wegen der Ölkrise 1973 und die für den südkoreanischen Markt zu geringe Bodenfreiheit verlief der Verkauf schleppend. Bis zum Produktionsende im Oktober 1978 wurden 8105 Einheiten des GMK Chevrolet 1700 produziert.
Mit der Änderung der Eigentümerstruktur wurde das Fahrzeug ab 1976 als Saehan Camina aufgelegt. Dabei wurde der Motor durch einen Ottomotor mit einem Hubraum von 1492 cm³ ersetzt, um den Kraftstoffverbrauch zu reduzieren. Dadurch war das Fahrzeug aber untermotorisiert. Auch war das Modell den dortigen Straßenbedingungen nicht angepasst worden, sodass nach zwei Jahren Bauzeit die Produktion des Saehan Camina eingestellt wurde. 992 Einheiten wurden innerhalb dieser Zeit hergestellt. Nachfolger wurde dann der Saehan Gemini.